# Новые Чобручи
Новые Чобручи (укр. Нові Чобручі) — село, относится к Раздельнянскому району Одесской области Украины.
Население по переписи 2001 года составляло 883 человека. Почтовый индекс — 67404. Телефонный код — 4853. Занимает площадь 1,179 км². Код КОАТУУ — 5123985206.

## История
Населённый пункт появился в 1896 году, как аграрная колония выходцев из села Чобручи (ныне Слободзейский район, Молдова)

## Местный совет
67420, Одесская обл., Раздельнянский р-н, с. Старостино